# Murray Dowey
Murray Dowey, född 3 januari 1926 i Toronto, död 26 maj 2021 i Toronto, var en kanadensisk ishockeyspelare.
Dowey blev olympisk guldmedaljör ishockey vid vinterspelen 1948 i Sankt Moritz.